# 丰特奈 (汝拉州)
丰特奈（法語：Fontenais，法語發音：[fɔ̃tnɛ]）是瑞士汝拉州的一个市镇。该市镇总面积为10.48平方千米，截至2018年12月31日总人口为1,685人。